# Diego Genaro y Lletget
Diego Jenaro Lletget y Pérez del Olmo (Arenas de San Pedro, siglo xviii-Madrid, 1884) fue un farmacéutico español, académico numerario de la Real Academia de Ciencias Exactas, Físicas y Naturales y de la Real Academia Nacional de Medicina.

## Biografía
Nació en la localidad de Arenas de San Pedro en el siglo xviii. Genaro y Lletget, que estudió la carrera de Farmacia en el Real Colegio de Farmacia de San Fernando, conseguiría el doctorado en tres años y se convirtió en catedrático de Farmacia Experimental hacia 1825. Fue cesado en el Colegio de San Fernando tras la revolución de 1840.
Académico numerario de la Real Academia de Ciencias Exactas, Físicas y Naturales desde su fundación, así como de la Real Academia Nacional de Medicina desde 1861, fue caballero de la Real Orden de Carlos III y boticario honorario de su majestad. Se enfrentó a Juan Bert. Habría muerto con una edad cercana a los cien años en Madrid, el 20 de febrero de 1884.